# Gruppo cosmonauti LII 1
Il Gruppo cosmonauti  LII 1 è stato selezionato il 12 luglio 1977 ed è formato da sette piloti collaudatori. L'addestramento di base si è svolto da febbraio 1979 a febbraio 1982. Questo gruppo era stato selezionato per volare nei primi voli di collaudo del Buran ma vista la cancellazione del programma nel 1992 la maggior parte dei cosmonauti non hanno volato. Kononenko, Stankevičius e Ščukin morirono in tre incidenti aerei differenti mentre erano ancora cosmonauti in attività.
- Oleg G. Kononenko[1]
- Anatolij Levčenko[2]

Sojuz TM-4/Sojuz TM-3
- Nikolaj Sadovnikov[3]
- Aleksander Ščukin[4]
- Rimantas Stankevičius[5]
- Igor' Volk[6]

Sojuz T-12